# Cleopatrodon
Cleopatrodon — вимерлий рід ссавців ряду Ptolemaiida. Два види відомі з нижньоолігоценової формації Джебель Катрані на території сучасного Єгипту: C. ayeshae та більш потужний C. robusta. Рід названий на честь Клеопатри VII, останньої королеви Єгипту від Птолемеїв.

## Характеристика
Клеопатродон, як і всіх птолемаїдів, найлегше впізнати за незвичайними зубами. Вони були досить неспеціалізованими на передньому кінці рота, з іклами та різцями подібного розміру, але премоляри та моляри дуже незвичайні. Є чотири премоляри, а не три, як у більшості ссавців, і три моляри. На нижній щелепі премоляри збільшувалися в розмірі від 1 до 4 премоляра, а моляри зменшувалися від 1 до 3, утворюючи плавний вигин. Перший і другий премоляри великі, але схожі на премоляри багатьох ссавців, з одним великим загостренням, хоча, здається, вони не здатні проявляти велику силу зсуву. Третій і четвертий премоляри дуже великі і мають малі протоконуси, дуже великі параконуси і великі метаконуси. На відміну від близького роду Ptolemaia, премоляри 3 і 4 не мають парастилей. Моляри менші за премоляри, але, здається, не дуже відрізняються за будовою, знову ж таки здаються дуже спеціалізованими для певної форми шліфування, що відрізняється від молярів травоїдних ссавців. Хоча були знайдені лише зуби та фрагменти щелепи, Cleopatrodon, за оцінками, мав череп приблизно 15–20 см завдовжки з довгою щелепою та малою мозковою оболонкою. Ціла тварина, ймовірно, була трохи довша за євразійського борсука (Meles meles), але менш кремезна.

## Дієта
У всіх відомих зубах птолемеїдів спостерігається значне зношування поверхонь від премоляра 3 до моляра 3 на нижній щелепі та від премоляра 4 до моляра 1 на верхній щелепі. Оскільки інші зуби на верхній щелепі були значно зменшені, ймовірно, що Cleopatrodon та його родичі використовували ці важкі зуби, щоб подрібнити їжу. Однак зуби здаються дуже непридатними для подрібнення рослинного матеріалу, оскільки вони не були плоскими. З цеї причини є гіпотеза, що Cleopatrodon використовував їх для розбивання мушель або подрібнення іншого пружного типу їжі. Через дефіцит черепного матеріалу та брак посткраніального матеріалу природа дієти Клеопатродона та інших птолемаїдів залишається у сфері припущень.